# 에누구
에누구(Enugu)는 나이지리아의 도시로, 에누구주의 주도이며 인구는 722,664명(2005년 기준)이다. 이그보족이 도시 인구의 다수를 차지한다. 20세기 초반까지는 광물 생산이 주를 이루었지만 여러 차례 일어난 전쟁으로 설비가 크게 파괴되면서 생산량이 급감했고 현재는 무역과 상업, 소규모 공업이 주를 이룬다.
에누구라는 이름은 도시의 언덕이 많은 지리를 나타내는 "언덕 꼭대기"를 의미하는 두 개의 이보어 단어 Énú Ụ́gwụ́에서 파생되었다. 에누구는 1917년에 군구 지위를 획득하여 에누우-응오(Enugwu-Ngwo)라고 불렸지만, 다른 원주민 공동체가 소유한 지역으로의 급속한 확장으로 인해 1928년에 이 도시는 에누구(Enugu)로 이름이 바뀌었다.
17세기부터 현재의 에누구(Enugu) 지역에는 이그보족(Igbo people)의 에누우-응오(Enugwu-Ngwo)와 니케(/niːˈkea/ nee-KAY) 하위 집단이 거주하고 있다. 1900년 대영제국의 식민 통치에 의해 남부 나이지리아 보호령이 설립되었다. 식민지 주민들의 석탄 발견으로 당시 석탄이 처음 발견된 인근 마을인 에누구 응오(Enugu Ngwo)의 이름을 딴 에누구 석탄 캠프(Enugu Coal Camp)가 만들어졌다. 인근 도시인 포트하코트(Port Harcourt)는 이 석탄을 해외로 운송하기 위해 만들어졌으며 캠프에서 남쪽으로 243km(151마일) 떨어진 곳에 위치해 있다. 에누구의 석탄 채굴 기회는 지역 전역에서 사람들을 끌어 모았다. 이것은 오늘날 단순히 Enugu로 알려진 최초의 도시 정착지의 핵심이었다. 에누구는 전적으로 유럽인과의 접촉으로 탄생한 서아프리카의 몇 안 되는 도시 중 하나로 발전했다. 1958년까지 에누구는 8,000명이 넘는 석탄 광부를 보유했다. 2005년 현재 이 도시에는 중요한 석탄 채굴 활동이 남아 있지 않는다.
에누구는 1960년 나이지리아 독립 이후 동부 지역의 수도가 되었다. 1967년, 1976년, 1991년에 걸쳐 일련의 영토 조정을 거쳐 에누구는 현재 에누구 주의 수도가 되었다. 1967년 5월 30일 에누구는 단명한 비아프라 공화국의 수도로 선포되었다. 이를 위해 에누구는 "이그보란드(Igboland)의 수도"로 알려져 있다. 에누구가 나이지리아 군대에 의해 점령된 후 비아프라의 수도는 우무아히아로 이전되었다.
도시의 산업에는 도시 시장과 병입 산업이 포함된다. 에누구는 또한 "놀리우드"(Nollywood)라고 불리는 나이지리아 영화 산업 감독들의 주요 촬영 장소 중 하나이다. 에누구의 주요 공항은 아카누 이비암 국제공항(Akanu Ibiam International Airport)이다.
2006년 나이지리아 전국 인구 조사에서는 에누구 주의 인구를 3,267,837명으로 추산했다. 전체 인구의 남성이 48.84%를 차지하고, 여성 인구는 51.16%(남성 1,596,042명, 여성 1,671,795명)로 구성되어 있다. 그러나 인구통계학자들은 에누구 주의 실제 인구가 약 600만 명이라고 지적했다. 에누구 주에는 세 개의 상원 구역이 있다: 에누구 노스, 에누구 이스트, 에누구 웨스트.

## 인구
| 연도 | 인구    |
| ---- | ------- |
| 1921 | 3,170   |
| 1931 | 12,959  |
| 1953 | 62,764  |
| 1963 | 138,457 |
| 1982 | 349,873 |
| 1983 | 367,567 |
| 1984 | 385,735 |
| 1987 | 446,535 |
| 1991 | 407,756 |
| 2002 | 595,000 |
| 2006 | 722,664 |

## 기후
| 에누구의 기후                  | 에누구의 기후 | 에누구의 기후 | 에누구의 기후 | 에누구의 기후 | 에누구의 기후 | 에누구의 기후 | 에누구의 기후 | 에누구의 기후 | 에누구의 기후 | 에누구의 기후 | 에누구의 기후 | 에누구의 기후 | 에누구의 기후   |
| 월                             | 1월           | 2월           | 3월           | 4월           | 5월           | 6월           | 7월           | 8월           | 9월           | 10월          | 11월          | 12월          | 연간            |
| ------------------------------ | ------------- | ------------- | ------------- | ------------- | ------------- | ------------- | ------------- | ------------- | ------------- | ------------- | ------------- | ------------- | --------------- |
| 역대 최고 기온 °C (°F)         | 36.1 (97.0)   | 37.8 (100.0)  | 37.8 (100.0)  | 36.7 (98.1)   | 35.0 (95.0)   | 33.3 (91.9)   | 35.0 (95.0)   | 32.8 (91.0)   | 32.8 (91.0)   | 34.4 (93.9)   | 35.0 (95.0)   | 35.6 (96.1)   | 37.8 (100.0)    |
| 일평균 최고 기온 °C (°F)       | 33.5 (92.3)   | 34.9 (94.8)   | 34.7 (94.5)   | 33.6 (92.5)   | 32.0 (89.6)   | 30.5 (86.9)   | 29.5 (85.1)   | 29.6 (85.3)   | 30.2 (86.4)   | 31.2 (88.2)   | 32.6 (90.7)   | 32.9 (91.2)   | 32.1 (89.8)     |
| 일일 평균 기온 °C (°F)         | 25.6 (78.1)   | 27.2 (81.0)   | 28.3 (82.9)   | 27.4 (81.3)   | 26.6 (79.9)   | 25.5 (77.9)   | 25.0 (77.0)   | 24.8 (76.6)   | 24.8 (76.6)   | 25.3 (77.5)   | 26.0 (78.8)   | 25.6 (78.1)   | 26.0 (78.8)     |
| 일평균 최저 기온 °C (°F)       | 20.3 (68.5)   | 22.8 (73.0)   | 23.9 (75.0)   | 23.9 (75.0)   | 23.1 (73.6)   | 22.6 (72.7)   | 22.3 (72.1)   | 22.3 (72.1)   | 22.1 (71.8)   | 22.3 (72.1)   | 21.6 (70.9)   | 20.0 (68.0)   | 22.3 (72.1)     |
| 역대 최저 기온 °C (°F)         | 12.8 (55.0)   | 12.8 (55.0)   | 16.1 (61.0)   | 19.4 (66.9)   | 19.4 (66.9)   | 18.9 (66.0)   | 19.4 (66.9)   | 18.9 (66.0)   | 18.3 (64.9)   | 18.9 (66.0)   | 14.4 (57.9)   | 12.2 (54.0)   | 12.2 (54.0)     |
| 평균 강수량 mm (인치)          | 18.8 (0.74)   | 15.4 (0.61)   | 70.3 (2.77)   | 130.1 (5.12)  | 217.2 (8.55)  | 251.9 (9.92)  | 241.9 (9.52)  | 237.1 (9.33)  | 292.0 (11.50) | 200.9 (7.91)  | 12.1 (0.48)   | 7.7 (0.30)    | 1,695.4 (66.75) |
| 평균 강수일수 (≥ 1.0 mm)       | 1.4           | 1.2           | 3.9           | 6.8           | 12.2          | 13.7          | 15.6          | 15.3          | 17.8          | 12.2          | 1.3           | 0.7           | 102.1           |
| 평균 상대 습도 (%) (15:00 LST) | 34.3          | 37.4          | 45.6          | 56.4          | 63.6          | 68.5          | 71.3          | 70.8          | 70.3          | 66.4          | 50.5          | 38.7          | 56.1            |
| 평균 월간 일조시간             | 186.0         | 173.6         | 182.9         | 183.0         | 186.0         | 153.0         | 117.8         | 117.8         | 123.0         | 173.6         | 219.0         | 217.0         | 2,032.7         |
| 평균 일일 일조시간             | 6.0           | 6.2           | 5.9           | 6.1           | 6.0           | 5.1           | 3.8           | 3.8           | 4.1           | 5.6           | 7.3           | 7.0           | 5.6             |
| 출처 1: NOAA                   |               |               |               |               |               |               |               |               |               |               |               |               |                 |
| 출처 2: 독일 기상청 (extremes) |               |               |               |               |               |               |               |               |               |               |               |               |                 |

## 같이 보기
- 나이지리아 영화
- 분류:에누구 출신